# Білоруське Полісся

Білоруське Полісся

Білоруське Полісся — частина Полісся, що знаходиться на території Республіки Білорусь. Складова частина поліської низовини, що поступово переходить у Прибузьку рівнину на заході й Придніпровській низовині на сході.

## Територія
На півночі обмежується горбкувато-рівнинними просторами центральної частини Білорусі, на півдні — Українським Поліссям. Займає значну частину Берестейської, Гомельської, невелику частину на півдні Мінської і південно-західну Могильовської областей. Простирається із заходу на схід на 500 км, з півночі на південь майже на 200 км, площа понад 60 тис. км². Фізико-географічні райони (за В. А. Дементьєвим): Берестейське Полісся, Загороддя, Мозирське Полісся, Прип'ятське Полісся, Гомельське Полісся.
Термін Білоруське Полісся в Білорусі поширюють, крім Гомельщини, також на етнічно українську Берестейщину, яка входить до складу Білорусі, втім, південною етнічною білоруською межею є Поліська розмежувальна лінія.

## Географічна поверхня Білоруського Полісся
Поверхня — водно-льодовикова й озерно-алювіальна піщана низина із древніми надзаплавними терасами, слабким нахилом на південний схід, на невеликій ділянці в басейні Західного Бугу на заході, із близьким до поверхні рівнем залягання ґрунтових вод. Абсолютна висота 100—150 м. У найбільш зниженій частині низини (100—130 м) з майже плоским рельєфом зустрічаються великі масиви боліт (Поддубичі, Великий Ліс, Вигонощанське болото, Гричин, Загальский і ін.) і великі заболочені ділянки з піщаними дюнами, мікропагорбами, озерними улоговинами й древніми береговими валами Прип'яті і її приток, частково перероблені половими процесами. Окремі моренні гряди (Мозирська, вис. 208 м) і височини (Хойницько-Брагінська, Юровицька й ін.) утворилися в результаті діяльності дніпровського й сожского льодовиків і особливо поталих вод, що випливали з-під них, і вод поозерского льодовика (надходили по долинах річок Зельвянки, Щари, Березини, Дніпра й ін.). Більшу роль у формуванні сучасного рельєфу зіграли аккумулятивна діяльність Прип'яті і її головних приток (широкі надзаплавні тераси нижніх плинів) і процеси заболочування знижених ділянок території в голоцені. По природних умовах виділяються заплава Прип'яті, заплави нижніх плинів її правих і лівих приток і невеликі острівці перших надзаплавних терас (Туровский острів лісовидних порід і ін.). У прирусловій і горбистій частині заплав зустрічаються розвіювані піски, що, у притерасній — глибокі высокозольні низинні торфовища.
Товщина четвертинних покладів на Білоруському Поліссі становить 100—150 м.

## ТектонікаБілоруського Полісся
Найбільші тектонічні структури Білоруського Полісся: Прип'ятський прогин, Берестейська западина й Поліська сідловина. Кристалічний фундамент розбитий розривними тектонічними порушеннями на блоки, опущений на глибину до 4-6 тис. м у западинах і піднятий до 100—115 м над рівнем моря в межах Микашовицько-Житковицького виступу. Берестейська западина й Прип'ятський прогин заповнені потужною товщею протерозойских, палеозойських відкладень, перекритих мезозойськими, палеогеновими й неогеновими. Аптропогені відкладення (водно-льодовикові, древні й сучасні алювіальні й озерні супеси й піски, частково льодовикові й лісовидні суглинки полігенетичного типу) утворять покрив потужністю 20-60 м. Складна тектонічна будова, розвиток карстових явищ і наявність древніх вимоїн у крейдових відкладеннях, а також невитриманість на площі водотривких товщ в аптропогеновых відкладеннях створюють сприятливі умови для гідравлічних зв'язків глибинних водоносних обріїв з поверхневими й для заболочування території. У результаті підтоку підземних вод з більше глибоких обріїв ґрунтово-ґрунтові води, ґрунти й рослини збагачуються деякими хім. мікроелементами й СаСО3. Уздовж тектонічних порушень високомінералізовані води іноді виходять па поверхню.

## Корисні копалини
Корисні копалини: нафта (Осташковицьке, Речицьке, Вишанське, Давидівське, Золотухинське, Тишковське й ін. родовища), калійної й кам'яної солі (Старобинське й Петриковське родовища), кам'яна сіль (Давидівське й Мозирське родовища), торф, горючі сланці (Туровська, Любанська і Старобинська ділянки), буре вугілля (Житковицьке й Бринєвське родовища), скляні й формувальні піски, каолін, будівельний камінь (граніт, гранодиорит, діорит), тугоплавкі глини (у Столинському районі). Родовища болотних залізних руд, охри, вівіаніта. Поширені цегельні глини й глинисті породи, силікатні й будівельні піски, гравій, в отторженцах — крейда й небагато глини.

## Клімат
Клімат теплий, нестійко-вологий, на південному сході наближається до лісостепового. Середня температура січня від -4,4° на заході до — 7° на сході (мінім. — 36 °C), липня від 18° до 19° (Макс. 38 °C). Опадів 520—645 мм на рік. Вегетаційний період 193—208 діб.

## Річки й озера
Основна річка — Прип'ять із притоками Піна, Ясельда, Цна, Смердь, Лань, Случ, Бобрик Перший, Бобрик Другий, Птич, Тремля, Іпа, Віть, Брагінка, Турія, Стохід, Стир, Горинь, Ствига, Уборть, Словечна й ін. Через Білоруське Полісся протікає Дніпро із притоками Березина і Сож, на заході — Буг із притокою Мухавець. Малі ухили русел й широкі заплави утворять сприятливі умови для акумуляції річкової води в період повені й літніх зливових паводків. Притоки Прип'яті мають більший ухил і більше швидкий плин, у результаті чого відбувається розлив Прип'яті на прилягаючих територіях і їхнє заболочування. Канали Дніпровсько-Бузький (судноплавний) і Огінський (не діє). Густа мережа меліоративних каналів і канав. Найбільші озера: Червоне, Вигонівське, Чорне, Споровське, Бобровицьке, Орєховське, Біле й ін. Багато невеликих озер у заплавах річок. Найбільш великі водоймища Київське (частково в межах Білорусі) на Дніпрі й Солігорське на Случі.
На Білоруському Поліссі розташоване найбільше на всьому Поліссі озеро — Червоне озеро (раніше відоме як Княже, Жид), площа якого становить 38,8 км³, глибина — 9 м.